# Benoît Ier
Pour les articles homonymes, voir Benoît et Bonose.
Benoît Ier, en latin : Benedictus I, est le 62e pape de l'Église catholique, du 2 juin 575, à sa mort le 30 juillet 579.

## Biographie
Peu de documents sur ses actions en dehors de Rome qui pourraient aider à comprendre le pontificat de Benoît ont survécu, et en raison des perturbations provoquées par les Lombards en Italie, il en a peut-être pas ou peu existé.
Benoît est romain et fils de Boniface. Il est appelé Bonósos par les Grecs.
Le conflit avec les Lombards, qui notamment campent près de Rome, rend très difficile les communications avec l'empereur de Constantinople, qui revendique le privilège de confirmer l'élection des papes. Il y a donc une période de vacance de près de onze mois entre la mort du pape Jean III et l'arrivée de la confirmation impériale de l'élection de Benoît Ier, le 2 juin 575, qui règne quatre ans, un mois et 28 jours, luttant contre les Lombards et essayant de maintenir la cohésion de l'Église.
Le seul acte connu de Benoît Ier est l'enregistrement d'une succession qu'il accorde à l'abbé Étienne de Saint-Marc, le Massa Veneris, sur le territoire de Minturnae, « près des murs de Spolète », un petit territoire situé dans la partie orientale de l'Italie.
Il dirige l'Église pendant une période rendue calamiteuse par l'invasion des Lombards, la famine, la peste et la crue du Tibre. Les Lombards continuent à se déplacer à travers l'Italie pendant son règne et combattent constamment l'Église pour obtenir plus de terres. Leurs combats provoquent une famine qui dure des années et laisse les catholiques romains dans le désespoir. 
En 579, quand les Lombard assiègent Rome, Benoît Ier réussit à envoyer une délégation à Constantinople pour demander l'aide de l'empereur byzantin Justin II, mais il a peu de succès car les troupes envoyées à Rome sont trop faibles et insuffisantes pour affronter les Lombards. Cependant, il obtient de l'empereur qu'il envoie des navires chargés de céréales depuis l'Égypte, mais le soulagement qu'ils apportent, aussi grand soit-il, est de courte durée. 
Il essaie d'être en bons termes avec le duc lombard de Spolète, jusqu'à pouvoir exiger de lui la restitution de certaines propriétés foncières au monastère de Saint-Marc, près de Rome.
Il tente de renforcer l'épiscopat. Il crée un archevêché à Ravenne pour affermir l'influence romaine dans la ville devenue le siège impérial en Italie. En décembre 578, il émet des ordres formels et organise une cérémonie pour nommer 21 nouveaux évêques ; trois diacres et de 15 prêtres sont nommés lors de la même cérémonie.
On sait que c'est lui qui fit sortir le moine Grégoire du monastère et l'ordonne diacre pour renforcer son corps administratif, préparant ainsi le terrain pour le futur pape Grégoire Ier.
Alors qu'il travaille à résoudre les problèmes qui résultent des dévastations lombardes, il meurt lors d'un siège de Rome par ces derniers. Quelques mots du Liber Pontificalis sur Benoît indiquent qu'il est mort au milieu de ses efforts pour faire face à ces difficultés. Il est enterré dans le vestibule de la sacristie de l'antique basilique vaticane.

## Sources
Cet article comprend des extraits du Dictionnaire Bouillet. Il est possible de supprimer cette indication, si le texte reflète le savoir actuel sur ce thème, si les sources sont citées, s'il satisfait aux exigences linguistiques actuelles et s'il ne contient pas de propos qui vont à l'encontre des règles de neutralité de Wikipédia.